# Segelfluggelände Bundenthal-Rumbach

i7
i11
i13
Das Segelfluggelände Bundenthal-Rumbach liegt auf dem Söller in den Gemeinden Bundenthal und Rumbach im Landkreis Südwestpfalz in Rheinland-Pfalz, etwa 1 km westlich von Bundenthal.

## Flugbetrieb
Das Segelfluggelände ist mit einer 560 m langen und 30 m breiten Start- und Landebahn aus Gras (Richtung 17/35) ausgestattet. Es besitzt eine Betriebszulassung für Segelflugzeuge, Motorsegler und Ultraleichtflugzeuge. Der Start von Segelflugzeugen erfolgt per Windenstart oder Flugzeugschlepp. Der Betreiber des Segelfluggeländes ist der Flugsportverein Bundenthal-Rumbach e. V.